# إلفين ريتشاردز
إلفين ريتشاردز (بالإنجليزية: Elfyn Richards)‏ (و. 1914 – 1995 م) هو مهندس فضاء جوي، ومهندس، وفيزيائي من ويلز، والمملكة المتحدة، والمملكة المتحدة لبريطانيا العظمى وأيرلندا، توفي عن عمر يناهز 81 عاماً.

## التعليم
تعلم في كلية سانت جونز.